# Deutsche Schwimmmeisterschaften 1977
Die 89. Deutschen Meisterschaften im Schwimmen fanden vom 1. bis 3. Juni 1977 in Hamburg statt. Die Titelkämpfe dienten gleichzeitig als Qualifikationswettkampf für die Europameisterschaften 1977 in Jönköping.
| Disziplin           | Männer               | Männer                  | Männer   | Frauen                                                                 | Frauen                                                                 | Frauen   |
| Disziplin           | Name                 | Verein                  | Zeit     | Name                                                                   | Verein                                                                 | Zeit     |
| ------------------- | -------------------- | ----------------------- | -------- | ---------------------------------------------------------------------- | ---------------------------------------------------------------------- | -------- |
| 100 m Freistil      | Peter Nocke          | Wasserfreunde Wuppertal | 00:52,09 | Jutta Meeuw                                                            | Wasserfreunde Wuppertal                                                | 00:57,83 |
| 200 m Freistil      | Peter Nocke          | Wasserfreunde Wuppertal | 01:53,13 | Marion Platten                                                         | FS Düsseldorf 1910                                                     | 02:06,58 |
| 400 m Freistil      | Peter Nocke          | Wasserfreunde Wuppertal | 03:59,24 | Angelika Sostmann                                                      | SV Rhenania Köln                                                       | 04:28,48 |
| 800 m Freistil      |                      |                         |          | Angelika Sostmann                                                      | SV Rhenania Köln                                                       | 09:09,03 |
| 1500 m Freistil0    | Stefan Wenz          | SSF Bonn 1905           | 16:02,73 |                                                                        |                                                                        |          |
| 100 m Brust         | Walter Kusch         | Hellas 1899 Hildesheim  | 01:04,68 | Dagmar Rehak                                                           | SSG Saar Max Ritter                                                    | 01:14,30 |
| 200 m Brust         | Gerald Mörken        | Dortmund                | 02:22,45 | Gudrun Sixt                                                            | Dortmund                                                               | 02:40,94 |
| 100 m Rücken        | Klaus Steinbach      | SC Delphin Püttlingen   | 00:59,26 | Heike John                                                             | Wasserfreunde Weisweiler                                               | 01:06,34 |
| 200 m Rücken        | Reinhold Becker      | SSF Bonn 1905           | 02:08,83 | Heike John                                                             | Wasserfreunde Weisweiler                                               | 02:24,49 |
| 100 m Schmetterling | Klaus Steinbach      | SC Delphin Püttlingen   | 00:56,21 | Gudrun Beckmann                                                        | SSF Bonn 1905                                                          | 01:04,33 |
| 200 m Schmetterling | Michael Kraus        | SG Gladbeck             | 02:02,45 | Beate Jasch                                                            | SSG Saar Max Ritter                                                    | 02:20,26 |
| 200 m Lagen         | Hans-Joachim Geisler | SSF Bonn 1905           | 02:10,68 | Heike John                                                             | Wasserfreunde Weisweiler                                               | 02:24,63 |
| 400 m Lagen         | Hans-Joachim Geisler | SSF Bonn 1905           | 04:38,81 | Renate Sternberg                                                       | Helmstedter SV                                                         | 05:04,26 |
| 4 × 100 m Freistil  |                      |                         |          | Freie Schwimmer Düsseldorf 1910 Platten, Brünenberg, Brünemann, Zimmer | Freie Schwimmer Düsseldorf 1910 Platten, Brünenberg, Brünemann, Zimmer | 03:53,44 |

1. 1 2 3 4 5 6 7  neuer DSV-Rekord
2. ↑  Heike John stellte im Vorlauf mit 2:24,55 einen neuen DSV-Rekord auf.